# Billy Bletcher
William Bletcher dit Billy Bletcher est un acteur, réalisateur et scénariste américain né le 24 septembre 1894 à Lancaster, Pennsylvanie (États-Unis) et décédé le 5 janvier 1979 à Los Angeles (États-Unis).
Il est connu pour avoir fait la voix de Pat Hibulaire dans de nombreuses productions des studios Disney.

## Biographie
Il a travaillé de 1933 à 1952 comme acteur vocal pour Disney. Sa première participation est la voix du Grand méchant loup dans Les Trois Petits Cochons (1933). Il est par la suite la voix de Pat Hibulaire.

## Filmographie
Billy Bletcher a joué, scénarisé et réalisé différents films :

### Comme réalisateur
- 1925 : The Wild Girl (en)
- 1925 : The Silent Guardian

### Comme scénariste
- 1920 : Dry and Thirsty